# Antón (Panama)
Antón ist ein Corregimiento und eine Kleinstadt in der Provinz Coclé in Panama. Die Stadt liegt am Pan-American Highway und die Umgebung ist sehr flach und unbewaldet. Sie ist Hauptstadt des gleichnamigen Bezirks Antón.

## Allgemeines
Die Stadt hat ca. 12.000 Einwohner, die Meisten davon sind Mestizen, Chinesen oder Afroamerikaner.
Für panamaische Verhältnisse ist die Stadt recht klein, im Zentrum befinden sich ein Kasino, drei kleine Supermärkte, die von Chinesen geführt werden ("chinos") und ein Markt, an dem die Nutztiere (Hühner) geschlachtet und verkauft werden.

## Klima
Tagsüber ist es in Antón sehr heiß und stickig. Die Temperatur bleibt das ganze Jahr über konstant bei ca. 30 °C. In der Regenzeit (von April bis Dezember) regnet es täglich. Die beste Zeit für Touristen ist in der Trockenzeit, dem dortigen Sommer (Januar – März). In dieser Zeit regnet es nicht besonders häufig und dementsprechend sinkt die Luftfeuchtigkeit.

## Sehenswerte Orte in der Nähe
In der Nähe der Kleinstadt Antón befinden sich die Strände Playa Santa Clara und Playa Farrallón, welche mit dem Bus in ca. 30 Minuten erreicht werden können. Außerdem befindet sich im Distrikt Antóns das „Valle de Antón“ – einer von Panamas drei Vulkanen. Dort kann man einen bewaldeten großen Krater bestaunen, in welchem sich mittlerweile ein Dorf gebildet hat. Das Klima dort ist weit angenehmer als im restlichen Panama – dies ist wahrscheinlich der Grund, warum sich dort einige US-Amerikaner mit großen Häusern niedergelassen haben. Die Natur dort ist einmalig – man kann zum Beispiel die berühmten „goldenen Frösche“ betrachten, welche es nur dort gibt. Des Weiteren gibt es im dortigen Stadtzentrum jeden Tag einen kleinen Markt zu bestaunen, an welchem man in Ruhe stöbern kann und Souvenirs erwerben kann.